# NGC 393
NGC 393 je eliptická galaxie v souhvězdí Andromedy. Její zdánlivá jasnost je 12,4m a úhlová velikost 1,7′ × 1,4′. Je vzdálená 280 milionů světelných let, průměr má 45 000 světelných let. Galaxii objevil 5. října 1784 William Herschel.